# Jenna Thiam
Jenna Thiam (Bruselas, Bélgica, 19 de diciembre de 1990) es una actriz francesa nacida en Bélgica. Es conocida por su papel de Léna en la serie televisiva Les Revenants, de Canal+.

## Biografía
Nacida en una familia de artistas, descubre la escena de gira con su padre, el cual es percusionista, y a los 4 años se apasiona con el teatro. Su madre trabaja en el mundo de la moda, Jenna Thiam intenta desfilar para grandes marcas y revistas pero encuentra ese mundo horripilante y superficial. En 2013, se marcha de gira con Suspendidos, una pieza contemporánea.
En 2006, estudió en el Instituto de Teatro y Cine Lee Strasberg de Nueva York Y seguidamente, en 2007, continuó sus estudios de teatro en la Universidad de Columbia. De 2008 a 2010, Jenna Thiam fue estudiante en Curso Florent. 
Continuó sus estudios de 2010 a 2013, como alumna del Conservatoire nacional superior de arte dramático. Además, Jenna Thiam se gradúa en un máster en Literatura General y Comparada de la Universidad de París 8.
Es pareja del cantante portugués Salvador Sobral, ganador de Eurovisión 2017.

## Filmografía

### Cine
- 2013 : La Crema de la crema de Kim Chapiron : empleada reprographie
- 2014 : Salaud se te ama de Claude Lelouch : Invierno
- 2014 : El Año próximo de Vania Leturcq : Aude
- 2014 : Vida salvaje de Cédric Kahn : Céline
- 2015 : Anton Tchekhov-1890 de René Féret : Lika Mizinova
- 2016 : El Indomptée de Caroline Deruas : Axèle

### Cortometrajes
- 2009 : El Canto de las sirenas de Nicolas Miard : Marine
- 2010 : El Rollerboy de David Meanti : VRP Robotscan 3000
- 2010 : Bienvenida de Jeannie Donohoe
- 2011 : O de Chloé Bourges
- 2015 : Jeanne de Arco de Kristian Sejrbo Lidegaard : Jeanne

### Televisión
- 2010 : Clem : Léna (piloto)
- 2010 : R.I.S, policía científica
- 2012-2015 : Los Revenants : Lena
- 2016 : The Colección : Nina

## Teatro
- 2011 : La Novia a los ojos vendados de Hélène Cixous, puesta en escena de Daniel Mesguich, Espacio Pierre Cardin
- 2012 : Caligula de Albert Camus, puesta en escena de Sébastien Depommier, CNSAD
- 2013 : Love me ahora bien kill me según Sarah Kane y Copi, puesta en escena de Philippe Calvario, CNSAD
- 2014 : Al oeste de las tierras salvajes, texto y puesta en escena de Pauline Bayle, Teatro 13
- 2016 : La Muerte de Danton de Georg Büchner, puesta en escena François Orsoni, Teatro de La Bastilla, MC93 Bobigny
- 2023 : " Ecrire sa vie" de Pauline Bayle